# Vito D'Ambrosio
Pour les articles homonymes, voir D'Ambrosio.
Vito D'Ambrosio est un acteur italo-americain né le 29 décembre 1957 à Tarente, dans la région des Pouilles en Italie.

## Biographie
Vito D'Ambrosio a joué dans des films américains comme Les Incorruptibles de Brian De Palma et dans de nombreuses séries télévisées américaines, dont Flash (1991), Urgences (1995) et Loïs et Clark (1997).

## Filmographie
- 1987 : Les Incorruptibles
- 1996 : Le Crime du siècle (Crime of the Century) (téléfilm) de Mark Rydell